# Para Elisa

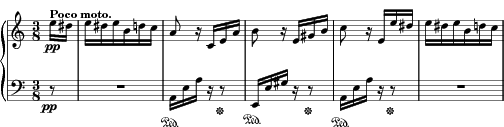
Compases iniciales de Para Elisa.

Para Elisa o también llamado Para Teresa (Therese) WoO 59 (Für Elise o Für Therese, en alemán) es una bagatela para piano solo, compuesta en la menor por el compositor alemán Ludwig van Beethoven. Es una de las obras más conocidas del compositor. La pieza fue publicada por primera vez en 1867 en una transcripción de Ludwig Nohl, supuestamente basada en un manuscrito autógrafo de cuya existencia no existe prueba alguna. El musicólogo y pianista Luca Chiantore ha demostrado en su monografía Beethoven al piano (Barcelona, 2010) que existen pruebas suficientes como para afirmar que Beethoven no fue quien dio la forma definitiva a esta obra, y que Ludwig Nohl se basó, en realidad, en los esbozos del conocido manuscrito 116 de la Beethoven Haus.

## Origen del nombre

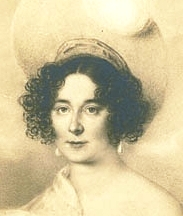
Therese Malfatti, generalmente considerada la dedicatoria de «Für Elise»

Según una antigua teoría de Max Ünger, la pieza debería su popular nombre a la confusión de Ludwig Nohl a la hora de transcribir el manuscrito original. Debido a la mala legibilidad de la dedicatoria, donde parecía estar escrito «Elise» debe leerse, en realidad, «Therese». Así, la bagatela en realidad es «Para Teresa» («Für Therese»). Therese podría ser Therese Malfatti von Rohrenbach zu Dezza (1792–1851), una joven alumna de Beethoven a la que se declaró en 1810 pero ella se casó con un noble y funcionario estatal austriaco, Wilhelm von Droßdik en 1816.

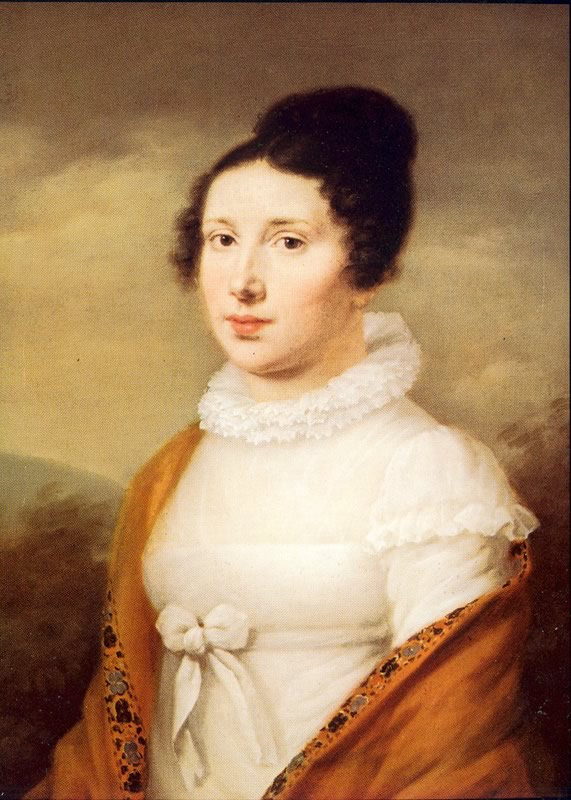
Elisabeth Röckel, 1814

Según un estudio de 2010, Klaus Martin Kopitz sugiere que hay evidencias de que la pieza fuera compuesta para la soprano alemana Elisabeth Röckel (1793–1883), hermana de Joseph August Röckel, quien fuere esposa de Johann Nepomuk Hummel. "Elisa" era como la llamaba un pastor (ella se hacía llamar "Betty" también) y había sido amiga de Beethoven desde 1808. En 2015, Kopitz publicó más referencias sobre la relación entre Beethoven y Elizabeth en referencia a la pieza. Según el autor también era amiga cercana de Anna Milder-Hauptmann y vivía con ella en el Theater an der Wien. La cantante fue la primera que interpretó el papel principal de Fidelio, obra del mismo Beethoven. En una carta a Elizabeth ella la llama "Elisa".
En 2014, la musicóloga canadiense Rita Steblin sugirió que Juliane Katharine Elisabet Barensfeld, quien utilizaba "Elise" como variante de su nombre, podría ser el objeto de la obra. Nacida en Ratisbona y tratada en su juventud como una niño prodigio realizó conciertos con el amigo de Beethoven Johann Nepomuk Mälzel, también de Ratisbona, y luego vivió en Viena, donde recibió lecciones con Antonio Salieri. Según Steblin, Beethoven habría dedicado la pieza a la niña de 13 años como un favor hacia Teresa Malfatti, que vivía en frente de la residencia de Mälzel y Barensfeld. Steblin admite que los signos de interrogación permanecen para su hipótesis.

## Partitura
Primeros seis compases de la obra: